# Лоренци, Паоло
Паоло Лоренци (итал. Paolo Lorenzi; родился 15 декабря 1981 года в Риме, Италия) — итальянский профессиональный теннисист; победитель двух турниров ATP (из них один в одиночном разряде).

## Общая информация
Паоло — младший из двух сыновей Марко и Марины Лоренци; его брата зовут Бруно. Отец и брат связали свою жизнь с медициной, работая в хирургической области.
Итальянец в теннисе с семи лет, придя на корт вместе с братом. Любимое покрытие — грунт.

## Спортивная карьера

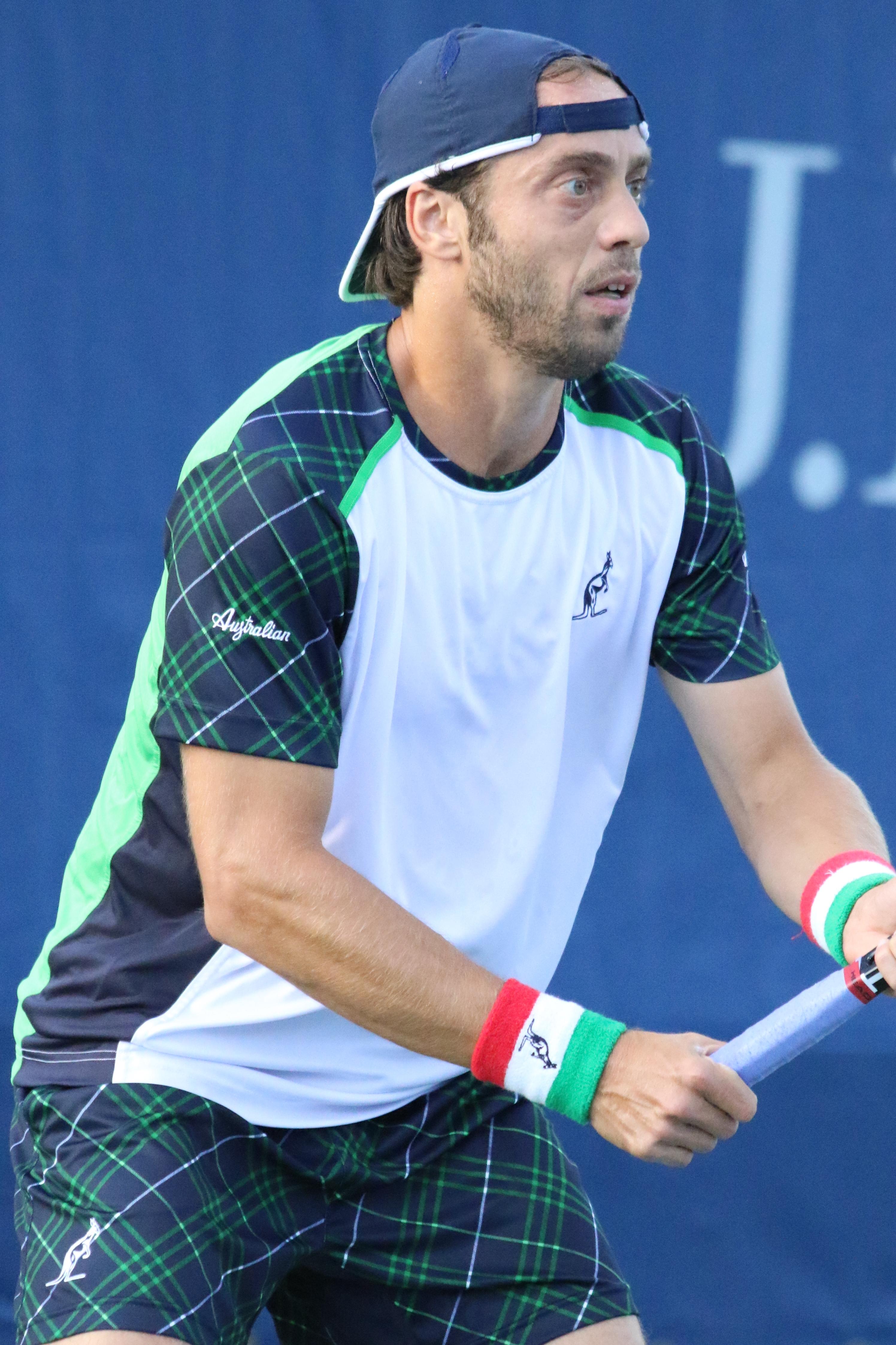
На Открытом чемпионате США 2016 года

В 2003 году выиграл первый одиночный турнир из серии «фьючерс». Следующую победу на «фьючерсе» одержал в 2005 году. В январе 2006 года дебютировал на турнире ATP в Аделаиде. Первый матч на таком уровне он провел против британца Энди Маррея и уступил 6-3, 0-6, 2-6. В сентябре того же года выиграл первый титул на турнирах серии «челленджер». Произошло это на турнире в Таррагоне. В апреле 2007 года Лоренци прошел квалификационный отбор и по итогу дошёл до второго раунда на турнире в Барселоне. В 2008 году выиграл «челленджер» в Алессандрии. В 2009 году выигрывает ещё три «челленджера»: в Реджо-Эмилии, Риеке и Любляне. К октябрю 2009 года впервые поднимается в рейтинге в первую сотню.
В 2010 году Паоло Лоренци дебютировал в основной сетке на турнире серии Большого шлема. Произошло это на Открытом чемпионате Австралии, где в матче первого раунда он проиграл Маркосу Багдатису 2-6, 4-6, 4-6. В апреле 2010 года на турнире серии Мастерс в Риме выиграл у 31-го номера в мире Альберта Монтаньеса и вышел во второй раунд, где уступил № 7 Робину Сёдерлингу 1-6, 5-7. В июле того же года выиграл «челленджер» в Римини. В марте 2011 года на Мастерсе в Майами победил Ивана Любичича — 7-6(7), 6-1 и вышел во второй раунд. В апреле Лоренци одержал победу на «челленджере» в Перейре. В мае 2011 года на Мастерсе в Риме, обыграв № 22 в мире Томаса Беллуччи 7-6(5), 6-3, в матче второго раунда Паоло впервые встретился с действующем № 1 в мировом рейтинге. На тот момент им являлся испанец Рафаэль Надаль у которого Лоренци сумел выиграть первый сет, но в итоге уступил 7-6(5), 4-6, 0-6. В сентябре выиграл «челленджер» в Любляне.
В 2012 году регулярно играет на турнирах ATP, но ни на одном из них не может преодолеть барьер второго раунда. Лишь под конец сезона на турнире в Вене Лоренци впервые вышел в четвертьфинал. В этом же сезоне он выиграл два турнира «челленджер»: в Корденонсе и Медельине. В начале сезона 2013 годы вышел в четвертьфинал на турнире в Дохе. В феврале такого же результата ему удалось достичь на турнире в Винья-дель-Мар. На этом же турнире он завоевал парный титул ATP совместно с соотечественником Потито Стараче. В том же месяце Лоренци смог выйти в четвертьфинал на турнире в Акапулько и впервые в карьере в рейтинге вошёл в Топ-50. В апреле достиг четвертьфинала в Хьюстоне.
В первых числах марта 2014 года Лоренци сыграл в финале турнира в Сан-Паулу, но проиграл в нём Федерико Дельбонису со счётом 6-4, 3-6, 4-6. В апреле он смог выиграть «челленджер»: в Мексике, а в октябре ещё один в Колумбии. В сезоне 2015 года Паоло отметился победами на четырёх «челленджерах» в одиночном разряде. В январе 2016 года он взял ещё один «челленджер» в Австралии. В феврале на турнире мирового тура в Кито Лоренци дошёл до полуфинала. В июне он победил на «челленджере» в Италии, а в июле впервые выиграл турнир АТП в одиночном разряде. Произошло это на грунте в Кицбюэле, где в решающем матче Лоренци смог справиться с Николозом Басилашвили — 6-3, 6-4. В августе он впервые выступил сыграл на Олимпийских играх, которые прошли в Рио-де-Жанейро. Лоренци смог выиграть там только один матч и во втором раунде проиграл Роберто Баутисте Агуту. На Открытом чемпионате США итальянский теннисист впервые прошёл в третий раунд в рамках соревнований серии Большого шлема.
В феврале 2017 Лоренци сыграл в финал турнира в Кито, где в упорном поединке проиграл Виктору Эстрелье — 7-6(2), 5-7, 6-7(6). В апреле он вышел в полуфинал турнира в Будапеште. В мае Паоло достиг самого высокого для себя в карьере места в рейтинге АТП. Он смог подняться на 33-ю строчку в одиночках. На Ролан Гаррос Лоренци смог выйти в четвертьфинал в мужском парном разряде в дуэте с Рожериу Дутрой да Силвой. В июне он выиграл «челленджер» в Италии, а в июле добрался до финала турнира в основном туре — Умаге, где в решающем матче его обыграл россиянин Андрей Рублёв (4-6, 2-6). На Открытом чемпионате США Лоренци улучшает свои достижения на Большом шлеме, сумев пройти в четвёртый раунд.
В январе 2018 года Паоло дошёл до четвертьфинала на турнире в Сиднее, где уступил россиянину Даниилу Медведеву. Ещё один раз в сезоне в 1/4 финала турнира АТП он сыграл в мае в Стамбуле. В августе он взял два главных приза на «челленджерах» в Польше и Италии. В феврале 2019 года Лоренци сыграл в четвертьфинале турнира в Нью-Йорке. В апреле выиграл последний титул в карьере, взяв парный «челленджер» в США в команде с Мартином Куэвасом. В июле 2019 года на Уимблдонском турнире проиграл в первом раунде россиянину Даниилу Медведеву в трёх сетах. На Открытом чемпионате США сыграл в качестве лаки-лузера и дошёл до третьего раунда, где проиграл Стэну Вавринке в трёх сетах.
На Открытом чемпионате США 2020 года Лоренци последний раз сыграл в основной сетке на Больших шлемах и проиграл в первом раунде. В 2021 году он сыграл в квалификациях на все турниры этой серии, однако выиграл только один матч из четырёх. После поражения во втором раунде квалификации Открытого чемпионата США 39-летний итальянец объявил, что завершил спортивную карьеру.

## Рейтинг на конец года
| Год  | Одиночный рейтинг | Парный рейтинг |
| 2021 | 274               | 357            |
| 2020 | 146               | 239            |
| 2019 | 115               | 237            |
| 2018 | 109               | 362            |
| 2017 | 43                | 85             |
| 2016 | 40                | 179            |
| 2015 | 68                | 171            |
| 2014 | 64                | 439            |
| 2013 | 109               | 99             |
| 2012 | 64                | 597            |
| 2011 | 108               | 175            |
| 2010 | 143               | 289            |
| 2009 | 84                | 359            |
| 2008 | 207               | 255            |
| 2007 | 294               | 385            |
| 2006 | 168               | 450            |
| 2005 | 252               | 779            |
| 2004 | 310               | 373            |
| 2003 | 258               | 749            |
| 2002 | 392               | 1290           |
| 2001 | 807               | 1408           |
| 2000 | 906               | 1466           |
| 1999 | 886               | 973            |

## Выступления на турнирах

### Финалы турнировATPв одиночном разряде (4)

#### Победы (1)
| Легенда                     |
| --------------------------- |
| Турниры Большого шлема (0)* |
| Итоговый турнир ATP (0)     |
| ATP Мастерс 1000 (0)        |
| АТР 500 (0)                 |
| АТР 250 (1+1)               |

| Титулы по покрытиям | Титулы по месту проведения матчей турнира |
| ------------------- | ----------------------------------------- |
| Хард (0)*           | Зал (0)                                   |
| Грунт (1+1)         | Зал (0)                                   |
| Трава (0)           | Открытый воздух (1+1)                     |
| Ковёр (0)           | Открытый воздух (1+1)                     |

* количество побед в одиночном разряде + количество побед в парном разряде.
| №  | Дата         | Турнир            | Покрытие | Соперник в финале   | Счёт    |
| 1. | 24 июля 2016 | Кицбюэль, Австрия | Грунт    | Николоз Басилашвили | 6-3 6-4 |

#### Поражения (3)
| №  | Дата            | Турнир              | Покрытие | Соперник в финале      | Счёт              |
| 1. | 2 марта 2014    | Сан-Паулу, Бразилия | Грунт    | Федерико Дельбонис     | 6-4 3-6 4-6       |
| 2. | 12 февраля 2017 | Кито, Эквадор       | Грунт    | Виктор Эстрелья Бургос | 7-6(2) 5-7 6-7(6) |
| 3. | 23 июля 2017    | Умаг, Хорватия      | Грунт    | Андрей Рублёв          | 4-6 2-6           |

### Финалы челленджеров и фьючерсов в одиночном разряде (48)

#### Победы (27)
| Условные обозначения |
| Челленджеры (21+7)*  |
| Фьючерсы (6+2)       |

| Титулы по покрытиям | Титулы по месту проведения матчей турнира |
| ------------------- | ----------------------------------------- |
| Хард (4+2)*         | Зал (1+1)                                 |
| Грунт (23+7)        | Зал (1+1)                                 |
| Трава (0)           | Открытый воздух (26+8)                    |
| Ковёр (0)           | Открытый воздух (26+8)                    |

* количество побед в одиночном разряде + количество побед в парном разряде.
| №   | Дата             | Турнир                    | Покрытие   | Соперник в финале        | Счёт               |
| 1.  | 6 июля 2003      | Ареццо, Италия            | Грунт      | Джанлука Лудди           | 6-2 6-7(5) 6-2     |
| 2.  | 20 июля 2003     | Ареццо, Италия            | Грунт      | Бастиан Грёнефельд       | 6-3 6-2            |
| 3.  | 17 августа 2003  | Нашице, Хорватия          | Грунт      | Шебо Киш                 | 4-6 6-0 6-0        |
| 4.  | 3 апреля 2005    | Франкстон, Австралия      | Грунт      | Василис Мазаракис        | 6-4 7-6(4)         |
| 5.  | 24 сентября 2006 | Таррагона, Испания        | Грунт      | Юнес эль-Айнауи          | 6-4 7-6(4)         |
| 6.  | 24 февраля 2008  | Тренто, Италия            | Хард (зал) | Филипп Освальд           | 7-6(7) 7-6(7)      |
| 7.  | 1 июня 2008      | Алессандрия, Италия       | Грунт      | Симоне Ваньоцци          | 4-6 7-6(5) 7-6(4)  |
| 8.  | 8 февраля 2009   | Абиджан, Кот-д’Ивуар      | Хард       | Валентин Санон           | 6-3 6-4            |
| 9.  | 28 июня 2009     | Реджо-нель-Эмилия, Италия | Грунт      | Жан-Рене Лиснар          | 7-5 1-6 6-2        |
| 10. | 5 июля 2009      | Риека, Хорватия           | Грунт      | Блаж Кавчич              | 6-3 7-6(2)         |
| 11. | 27 сентября 2009 | Любляна, Словения         | Грунт      | Грега Жемля              | 1-6 7-6(4) 6-2     |
| 12. | 18 июля 2010     | Римини, Италия            | Грунт      | Федерико Дельбонис       | 6-2 6-0            |
| 13. | 10 апреля 2011   | Перейра, Колумбия         | Грунт      | Рожериу Дутра да Силва   | 7-5 6-2            |
| 14. | 25 сентября 2011 | Любляна, Словения         | Грунт      | Грега Жемля              | 6-2 6-4            |
| 15. | 19 августа 2012  | Корденонс, Италия         | Грунт      | Даниэль Химено Травер    | 7-6(5) 6-3         |
| 16. | 4 ноября 2012    | Медельин, Колумбия        | Грунт      | Леонардо Майер           | 7-6(5) 6-7(4) 6-4  |
| 17. | 19 апреля 2014   | Сан-Луис-Потоси, Мексика  | Грунт      | Адриан Менендес Масейрас | 6-1 6-3            |
| 18. | 5 октября 2014   | Кали, Колумбия            | Грунт      | Виктор Эстрелья Бургос   | 4-6 6-3 6-3        |
| 19. | 24 мая 2015      | Эскишехир, Турция         | Хард       | Иньиго Сервантес Уэгун   | 7-6(4) 7-6(5)      |
| 20. | 9 августа 2015   | Кортина-д’Ампеццо, Италия | Грунт      | Максимо Гонсалес         | 6-3 7-5            |
| 21. | 4 октября 2015   | Перейра, Колумбия         | Грунт      | Алехандро Гонсалес       | 4-6 6-3 6-4        |
| 22. | 10 октября 2015  | Медельин, Колумбия        | Грунт      | Гонсало Лама             | 7-6(3) 2-0 — отказ |
| 23. | 17 января 2016   | Канберра, Австралия       | Хард       | Иван Додиг               | 6-2 6-4            |
| 24. | 12 июня 2016     | Кальтаниссетта, Италия    | Грунт      | Маттео Донати            | 6-3 4-6 7-6(7)     |
| 25. | 18 июня 2017     | Кальтаниссетта, Италия    | Грунт      | Алессандро Джанесси      | 6-4 6-2            |
| 26. | 5 августа 2018   | Сопот, Польша             | Грунт      | Даниэль Химено Травер    | 7-6(2) 6-7(5) 6-3  |
| 27. | 19 августа 2018  | Корденонс, Италия         | Грунт      | Мате Валкуш              | 6-3 3-6 6-4        |

#### Поражения (21)
| №   | Дата             | Турнир                     | Покрытие | Соперник в финале     | Счёт            |
| 1.  | 29 сентября 2002 | Селарджус, Италия          | Хард     | Родольф Кадар         | 0-6 3-6         |
| 2.  | 27 октября 2002  | Сан-Джорджо-Йонико, Италия | Грунт    | Фабрис Бетенкур       | 6-7(5) 4-6      |
| 3.  | 16 апреля 2006   | Сан-Луис-Потоси, Мексика   | Грунт    | Райнер Эйтцингер      | 4-6 7-6(5) 5-7  |
| 4.  | 12 апреля 2009   | Сан-Луис-Потоси, Мексика   | Грунт    | Сантьяго Хиральдо     | 2-6 7-6(3) 2-6  |
| 5.  | 3 мая 2009       | Тенерифе, Испания          | Хард     | Марко Кьюдинелли      | 3-6 4-6         |
| 6.  | 11 октября 2009  | Таррагона, Испания         | Грунт    | Даниэль Химено Травер | 4-6 0-6         |
| 7.  | 18 апреля 2010   | Перейра, Колумбия          | Грунт    | Сантьяго Хиральдо     | 3-6 3-6         |
| 8.  | 4 марта 2012     | Салинас, Эквадор           | Грунт    | Гидо Пелья            | 6-1 5-7 3-6     |
| 9.  | 18 марта 2012    | Гвадалахара, Мексика       | Грунт    | Тьяго Алвес           | 3-6 6-7(4)      |
| 10. | 8 апреля 2012    | Сан-Луис-Потоси, Мексика   | Грунт    | Рубен Рамирес Идальго | 6-3 3-6 4-6     |
| 11. | 22 апреля 2012   | Сарасота, США              | Грунт    | Сэм Куэрри            | 1-6 7-6(3) 3-6  |
| 12. | 16 сентября 2012 | Тоди, Италия               | Грунт    | Андрей Кузнецов       | 3-6 0-2 — отказ |
| 13. | 10 ноября 2012   | Гуаякиль, Эквадор          | Грунт    | Леонардо Майер        | 2-6 4-6         |
| 14. | 26 января 2014   | Букараманга, Колумбия      | Грунт    | Алехандро Фалья       | 5-7 1-6         |
| 15. | 15 ноября 2014   | Гуаякиль, Эквадор          | Грунт    | Пабло Куэвас          | Без игры        |
| 16. | 8 ноября 2015    | Богота, Колумбия           | Грунт    | Эдуардо Струвай       | 3-6 6-4 4-6     |
| 17. | 31 января 2016   | Букараманга, Колумбия      | Грунт    | Геральд Мельцер       | 3-6 1-6         |
| 18. | 24 июня 2018     | Л’Акуила, Италия           | Грунт    | Факундо Багнис        | 6-2 3-6 4-6     |
| 19. | 5 мая 2019       | Саванна, США               | Грунт    | Федерико Кориа        | 3-6 6-4 2-6     |
| 20. | 11 августа 2019  | Манербио, Италия           | Грунт    | Федерико Гайо         | 3-6 1-6         |
| 21. | 22 сентября 2019 | Биелла, Италия             | Грунт    | Джанлука Маджер       | 0-6 7-6(4) 5-7  |

### Финалы турнировATPв парном разряде (3)

#### Победы (1)
| №  | Дата            | Турнир               | Покрытие | Партнёр        | Соперники в финале         | Счёт    |
| 1. | 10 февраля 2013 | Винья-дель-Мар, Чили | Грунт    | Потито Стараче | Хуан Монако Рафаэль Надаль | 6-2 6-4 |

#### Поражения (2)
| №  | Дата            | Турнир                  | Покрытие    | Партнёр                | Соперники в финале                | Счёт    |
| 1. | 15 февраля 2015 | Сан-Паулу, Бразилия     | Грунт (зал) | Диего Шварцман         | Хуан Себастьян Кабаль Роберт Фара | 4-6 2-6 |
| 2. | 14 февраля 2016 | Буэнос-Айрес, Аргентина | Грунт       | Иньиго Сервантес Уэгун | Хуан Себастьян Кабаль Роберт Фара | 3-6 0-6 |

### Финалы челленджеров и фьючерсов в парном разряде (14)

#### Победы (9)
| №  | Дата            | Турнир                            | Покрытие   | Партнёр               | Соперники в финале                | Счёт              |
| 1. | 27 января 2008  | Дунгуань, Китай                   | Хард       | Джанкарло Петраццуоло | Фредерик Нильсен Расмус Норби     | 6-4 7-6(1)        |
| 2. | 24 февраля 2008 | Тренто, Италия                    | Хард (зал) | Джанкарло Петраццуоло | Людовик Вальтер Ксавье Одуй       | 6-3 4-6 [10-8]    |
| 3. | 13 июля 2008    | Сан-Бенедетто-дель-Тронто, Италия | Грунт      | Жулио Сильва          | Каталин-Йонут Гард Макс Радитшниг | 6-3 7-5           |
| 4. | 2 августа 2009  | Орбетелло, Италия                 | Грунт      | Джанкарло Петраццуоло | Алессио ди Мауро Мануэль Хоркера  | 7-6(5) 3-6 [10-6] |
| 5. | 17 октября 2010 | Асунсьон, Парагвай                | Грунт      | Фабио Фоньини         | Карлос Берлок Бриан Дабул         | 6-3 6-4           |
| 6. | 3 апреля 2011   | Барранкилья, Колумбия             | Грунт      | Флавио Чиполла        | Эдуардо Струвай Алехандро Фалья   | 6-3 6-4           |
| 7. | 5 июня 2011     | Риека, Хорватия                   | Грунт      | Жулио Сильва          | Ловро Зовко Дино Марцан           | 6-3 6-2           |
| 8. | 9 августа 2015  | Кортина-д’Ампеццо, Италия         | Грунт      | Маттео Виола          | Ли Синьхань Алессандро Мотти      | 6-7(5) 6-4 [10-3] |
| 9. | 21 апреля 2019  | Сарасота, США                     | Грунт      | Мартин Куэвас         | Люк Бэмбридж Джонни О'Мара        | 7-6(5) 7-6(6)     |

#### Поражения (5)
| №  | Дата            | Турнир                | Покрытие | Партнёр                  | Соперники в финале             | Счёт          |
| 1. | 20 января 2008  | Шэньчжэнь, Китай      | Хард     | Джанкарло Петраццуоло    | Цзэн Шаосюань Юй Синьюань      | 6-7(1) 6-7(3) |
| 2. | 4 мая 2008      | Рим, Италия           | Грунт    | Джанкарло Петраццуоло    | Симоне Ваньоцци Флавио Чиполла | 3-6 3-6       |
| 3. | 29 января 2012  | Букараманга, Колумбия | Грунт    | Микель Анхель Лопес Хаен | Ариэль Беар Орасио Себальос    | 4-6 6-7(5)    |
| 4. | 31 октября 2015 | Монтеррей, Мексика    | Хард     | Фернандо Ромболи         | Марк Верворт Тимо де Баккер    | Без игры      |
| 5. | 25 апреля 2021  | Рим, Италия           | Грунт    | Хуан Пабло Варильяс      | Садио Думбия Фабьен Ребуль     | 6-7(5) 5-7    |